# Jan Zahradník
Jan Zahradník (* 23. března 1949 České Budějovice) je český pedagog a politik. V letech 2000–2008 byl prvním hejtmanem Jihočeského kraje, v letech 2013 až 2021 pak poslanec Poslanecké sněmovny PČR.

## Životopis
Po studiu na střední všeobecně vzdělávací škole v Českých Budějovicích absolvoval v roce 1972 Matematicko-fyzikální fakultu Univerzity Karlovy v Praze, obor učitelství matematiky a fyziky.
V letech 1972–1992 působil jako středoškolský učitel na Gymnáziu Jana Valeriána Jirsíka (v období tzv. normalizace pojmenovaném jako Gymnázium Karla Šatala) v Českých Budějovicích, poté pokračoval až do roku 2000 v pedagogické dráze jako spolumajitel a ředitel soukromého Česko-anglického gymnázia.

### Politická dráha
V roce 1989 spoluzakládal Občanské fórum středoškolských učitelů Jihočeského kraje. Od roku 1990 je zastupitelem Statutárního města České Budějovice. V roce 1992 vstoupil do Občanské demokratické strany (ODS), za kterou byl v letech 1994–1998 členem Rady města České Budějovice.
Po krajských volbách v roce 2000 byl zvolen prvním hejtmanem Jihočeského kraje, po volbách v roce 2004 funkci obhájil na další čtyřleté funkční období. V letech 2004–2008 působil ve Výboru regionů, poradním orgánu Evropské komise a Rady Evropské unie, v jehož rámci se zaměřil především na práci v Komisi pro politiku územní soudržnosti (COTER). V říjnu 2008 v krajských volbách jím vedená kandidátka ODS prohrála s ČSSD, když získala 29,63 % hlasů. Přesto tyto strany vytvořily koalici ve vedení kraje, Jan Zahradník však místo v radě kraje nepřijal. Z politiky ovšem úplně neodešel – zůstal krajským zastupitelem a zastupitelem města České Budějovice. Po odvolání českobudějovického primátora Juraje Thomy v červnu 2010 se ve spolupráci s komunisty odmítl účastnit zvolení nového primátora Miroslava Tettera. V srpnu 2010 byl Zahradník nominován prezidentem Václavem Klausem na Veřejného ochránce práv, v tajné volbě v Poslanecké sněmovně PČR 7. září 2010 však vypadl v prvním kole.
Ve volbách do Poslanecké sněmovny 2013 kandidoval z jedenáctého místa listiny ODS v Jihočeském kraji, získal 5 461 preferenčních hlasů, a přesunul se tak na první místo, přeskočil tak i úřadujícího předsedu strany Martina Kubu a byl zvolen jediným poslancem strany za Jihočeský kraj. V listopadu byl zvolen členem předsednictva poslaneckého klubu ODS.
V komunálních volbách v roce 2014 obhájil za ODS post zastupitele města České Budějovice, a to díky preferenčním hlasům (původně byl na 5. místě, ale posunul se na konečné 1. místo, ODS přitom získala jen 3 mandáty). V krajských volbách v roce 2016 byl lídrem kandidátky ODS v Jihočeském kraji a stal se krajským zastupitelem. V komunálních volbách v roce 2018 opět obhájil za ODS post zastupitele města České Budějovice.
Ve volbách do Poslanecké sněmovny PČR v roce 2017 byl lídrem ODS v Jihočeském kraji. Získal 5 579 preferenčních hlasů a obhájil mandát poslance. V krajských volbách v roce 2020 obhájil za ODS post zastupitele Jihočeského kraje.
Ve volbách do Poslanecké sněmovny PČR v roce 2021 již nekandidoval.
V komunálních volbách v roce 2022 kandidoval do Zastupitelstva města České Budějovice z 13. místa kandidátky ODS. Mandát zastupitele města se mu podařilo obhájit.
V krajských volbách v roce 2024 kandidoval do Zastupitelstva Jihočeského kraje z 21. místa kandidátky ODS. Mandát zastupitele kraje se mu podařilo obhájit.

### Současnost
Od ledna 2009 pracuje na Katedře matematiky Pedagogické fakulty Jihočeské univerzity v Českých Budějovicích a je současně prorektorem této univerzity pro zahraniční vztahy. Je členem v několika dozorčích správních radách – například Jihočeské letiště a. s., Euroregion Šumava nebo Regionální rozvojová agentura RERA a. s.
Jeho manželkou je PhDr. Jana Zahradníková, středoškolská učitelka dějepisu a filosofie.

### Uhelná komise
Od jejího vzniku v roce 2019 je členem Uhelné komise, poradního orgánu MPO, který má v ČR pomoci stanovit datum a průběh konce spalování uhlí, které významně přispívá ke změnám klimatu. Jeho členství v komisi je kritizováno řadou ekologických organizací kvůli jeho podpoře zbourání města Horní Jiřetín za účelem rozšiřování uhelného lomu, popírání vědeckých faktů o změnách klimatu a označování snah o ochranu klimatu za „klimatický džihádismus“.

## Ocenění
- Čestný odznak Za zásluhy o Rakouskou republiku – velká čestná dekorace ve zlatě s hvězdou; 2004, předán 28. ledna 2005 v Českých Budějovicích[24]
- Zlatý čestný odznak spolkové země Horní Rakousy – 1. prosince 2009 v Linci[25][26]
- Čestný odznak Za zásluhy o spolkovou zemi Dolní Rakousko – zlatý komturský kříž, 2. prosince 2009 v Bruselu[27]